# Anthurium langsdorffii
Anthurium langsdorffii är en kallaväxtart som beskrevs av Heinrich Wilhelm Schott. Anthurium langsdorffii ingår i släktet Anthurium och familjen kallaväxter. Inga underarter finns listade.